# 剣契
剣契（コムゲ）は文字通り「剣をさしかわす会」という意味で朝鮮時代後期の反社会的組織。
もともとは葬儀費用を賄う目的で結成した香徒契から始まる秘密組織だったという。殺掠契または鬨動契などとも呼ばれた。奴婢が主を殺すことを目的とした組織である殺主契と近い時期に現れた反社会組織であるため、一緒に取り上げる時が多いが、異なる組織とみなすのが一般的である。

## 剣契の名前の由来
剣契がいつからあったかは正確には判明していないが、粛宗の時初めて文献に現れた。 1684年2月25日、閔鼎重が報告したところによると、剣契は庶民が葬式の費用のためにお金を出し合って積み立てる「香徒契」というしくみが元となっている。この時、香徒契は葬儀費用を充当する目的で結成された。剣契が結成されたとき、悪事は見られなかったが、ある時、形勢に頼って、暴力を振り回すことによって朝鮮全土に悪名を轟かすことになった。

## 剣契の出現
「朝野会通」と「粛宗実録」によると、1684年（粛宗10年）初めに日本（ここでは江戸幕府のことを指す）の国書が来た後に騒乱が日に激しくなり、東大門から出る避難民が続出した。国書の内容は明が滅びた後、台湾を本拠地としていた反清勢力の鄭錦が朝鮮に攻め込むというものだった。この根拠のない文章が瞬く間に広がり、漢城が乱れてしまった。
その時、剣契らが集まり、真夜中に南山に登り、のろしを上げた。その姿はまるで軍事行動を行うようだった。ある時は中興洞に集まって真法を身につけるようにもした。それに伴い、同年2月12日、漢城内の無賴輩が結成した剣契が湿疹（真法を身につける訓練）を行ったため、「民に恐怖感を植え付けることを助長しているので処罰しなければならない。」と当時、左議政だった閔鼎重が主張した。